# Karl Weber (konstruktor)
Karl Weber (ur. 29 lutego 1912 w Heiligenstadt) – wschodnioniemiecki konstruktor i kierowca wyścigowy.

## Kariera
Ściganie rozpoczął w 1949 roku w klasie Kleinstrennwagen samochodem własnej konstrukcji – Piccolo z umieszczonym z przodu silnikiem BMW. Weber wygrał nim wrześniowe zawody Sachsenringrennen. Kierowca nadal używał Piccolo w roku 1950, finiszując na drugim miejscu w klasyfikacji, za Willym Lehmannem. Rok później zdobył tytuł mistrzowski NRD w klasie Kleinstrennwagen, wygrywając wszystkie cztery wyścigi sezonu. W 1952 roku zadebiutował we Wschodnioniemieckiej Formule 3. Weber wygrał rundę w Rostocku (wśród kierowców z NRD), a na koniec sezonu był drugi w klasyfikacji. W sezonie 1953 użył nowego samochodu o nazwie Seepferdchen (znanym w źródłach również pod nazwą Werkmeister). Zdobył tym samochodem piąte miejsce w klasyfikacji sezonu.

## Wyniki we Wschodnioniemieckiej Formule 3
| Legenda oznaczeń w tabelach wyników Wyświetl szablon na nowej stronie | Legenda oznaczeń w tabelach wyników Wyświetl szablon na nowej stronie                                                                     |
| Oznaczenie                                                            | Wyjaśnienie |
| --------------------------------------------------------------------- | --- |
| Złoty                                                                 | Zwycięzca lub mistrzostwo |
| Srebrny                                                               | 2. miejsce lub wicemistrzostwo |
| Brązowy                                                               | 3. miejsce lub II wicemistrzostwo |
| Zielony                                                               | Ukończył, punktował (w klasyfikacji generalnej, gdy zdobył co najmniej jeden punkt na przestrzeni sezonu, poza trzema powyższymi opcjami) |
| Niebieski                                                             | Ukończył, nie punktował (w klasyfikacji generalnej, gdy nie zdobył co najmniej jednego punktu na przestrzeni sezonu)                      |
| Czerwony                                                              | Nie zakwalifikował się (NZ) |
| Czerwony                                                              | Nie prekwalifikował się (NPK) |
| Różowy                                                                | Nie ukończył (NU) |
| Różowy                                                                | Niesklasyfikowany (NS) (w klasyfikacji generalnej, gdy nie został sklasyfikowany w żadnym wyścigu sezonu)                                 |
| Czarny                                                                | Zdyskwalifikowany (DK) |
| Czarny                                                                | Wykluczony (WYK/EX) |
| Biały                                                                 | Nie wystartował (NW) |
| Biały                                                                 | Kontuzjowany (K/INJ) |
| Biały                                                                 | Wyścig odwołany (OD/C) |
| Bez koloru                                                            | Został wycofany (WYC/WD) |
| Bez koloru                                                            | Nie przybył (NP/DNA) |
| Bez koloru                                                            | Nie brał udziału w treningach (NT/DNP) |
| Bez koloru                                                            | Nie został zgłoszony (–) |
| Pogrubienie                                                           | Start z pole position |
| Kursywa                                                               | Najszybsze okrążenie wyścigu |
| †                                                                     | Nie ukończył, ale jego rezultat został zaliczony ze względu na przejechanie więcej niż 90% dystansu wyścigu.                              |
| *                                                                     | Sezon w trakcie |
| 1/2/3                                                                 | Punktowana pozycja w sprincie kwalifikacyjnym                                                                                             |
| Lista systemów punktacji Formuły 1                                    | |

| Rok  | Zespół                    | Samochód           | Silnik | Wyniki w poszczególnych eliminacjach | Wyniki w poszczególnych eliminacjach | Wyniki w poszczególnych eliminacjach | Wyniki w poszczególnych eliminacjach | Wyniki w poszczególnych eliminacjach | Pkt. | Msc. |
| ---- | ------------------------- | ------------------ | ------ | ------------------------------------ | ------------------------------------ | ------------------------------------ | ------------------------------------ | ------------------------------------ | ---- | ---- |
| 1952 |                           |                    |        |                                      |                                      |                                      |                                      |                                      | 13   | 2    |
| 1952 | BSG Motor Heiligenstadt   | Weber Piccolo      | BMW    | 3                                    | –                                    | –                                    | NW                                   |                                      | 13   | 2    |
| 1952 | BSG Einheit Heiligenstadt | Weber Piccolo      | BMW    | –                                    | 4                                    | 4                                    | –                                    |                                      | 13   | 2    |
| 1953 |                           |                    |        |                                      |                                      |                                      |                                      |                                      | 5    | 5    |
| 1953 | BSG Einheit Heiligenstadt | Weber Seepferdchen | BMW    | –                                    | –                                    | 4                                    | 5                                    | –                                    | 5    | 5    |
| 1953 | BSG Motor Heiligenstadt   | Weber Seepferdchen | BMW    | –                                    | –                                    | –                                    | –                                    | 6                                    | 5    | 5    |